# All Star Comics
All Star Comics ou All-Star Comics est un comic book de super-héros dont les 57 numéros ont été publiés de 1940 à 1951 par les diverses maisons d'édition à l'origine de DC Comics. La Société de justice d'Amérique (no 3), Wonder Woman (no 8), Wizard (en) (no 34) et l'Injustice Society (en) (no 37) y ont été créés.
Édité par Sheldon Mayer, il a principalement été écrit par Gardner Fox (1940-1947) puis John Broome (1947-1951). Ses principaux dessinateurs furent Stanley Aschmeier, Bernard Baily, Jack Burnley (en), Joe Gallagher, Joe Kubert, Sheldon Moldoff, Joe Simon et Alex Toth.

## Publication
All Star compilait des récits complets indépendants mettant en scène les super-héros les plus populaires de plusieurs maisons d'éditions. À partir du troisième numéro, les histoires sont introduites par la première équipe de super-héros de la bande dessinée américaine, la Société de justice d'Amérique, regroupement de personnages n'ayant pas leur propre comic book (Superman et Batman étaient ainsi de simples « membres honoraires »). 
Du no 4 au 38, le comic book est ainsi composé d'une réunion de la Société où ceux-ci apprennent l'existence d'une menace, des récits courts réalisés par différents auteurs où chaque héros affronte un méchant individuellement, puis d'un récit conclusif où l'équipe est confrontée à un super-méchant. Dans les numéros publiés jusqu'en 1945, l'équipe affronte également régulièrement des Nazis ou des Japonais, dans les derniers numéros c'est la menace extraterrestre qui se fait régulière. Le no 40 d'avril-mai 1948 est lui consacré au combat contre la délinquance juvénile.
Avec le déclin de la mode des super-héros, All Star Comics cesse d'exister sous cette forme en 1951 au 57e numéro et devient All-Star Western (en). En 1976, All Star Comics est cependant relancé par DC au no 58. C'est alors un comic book consacré aux aventures de la Société de justice d'Amérique écrit par Gerry Conway puis Paul Levitz et dessiné par Wally Wood puis d'autres dessinateurs. Titré All-Star Comics à partir du no 66, cette reprise est interrompue avec le 74e numéro en 1978.
Les deux séries d'All Star Comics ont été intégralement éditées en albums reliés aux États-Unis.